# Taposiris Magna
Le nom de Taposiris Magna, correspondant à la ville moderne d'Abousir à une cinquantaine de kilomètres à l'ouest d'Alexandrie, désigne une ville ainsi qu'un temple de l'Égypte antique du même nom au même endroit établi par le pharaon Ptolémée II, entre 280 et 270 av. J.-C. Selon Plutarque, le temple désigne la tombe d'Osiris (dont Taposiris Magna est la traduction).

## Histoire
Après la conquête de l'Égypte en 332 av. J.-C. par Alexandre le Grand, celui-ci établit sa ville (appelée Alexandro puis Alexandrie) ; la ville de Taposiris Magna devient un lieu de la fête religieuse du mois de Khoiak.
En 1798, après avoir investi l'Égypte, Bonaparte fait conduire une étude de l'architecture de la ville d'Alexandrie et de Taposiris Magna.
Au cours du XXe siècle, les fouilles du site commencent sous la direction de l'archéologue italien Evaristo Breccia, directeur du musée gréco-romain d'Alexandrie. Callisthène put établir qu'Alexandre le Grand avait dû s'arrêter en ce lieu alors qu'il se rendait à l'oasis de Siwa, ce qui accrédite l'existence hypothétique d'une ville antique à cet emplacement à l'époque hellénistique.

## Rôle commercial
La ville se trouvait sur le bras navigable du lit maintenant asséché de l'ancien lac Mariout. La taille de ce lac suscite l'hypothèse que le port pouvait avoir eu un rôle commercial entre l'Égypte et la Libye. Les commerçants de l'ouest pourraient avoir utilisé la voie aquatique jusqu'au port puis avoir emprunté une route terrestre caravanière. De même, les produits issus de Libye pourraient avoir été expédiés à bord de bateaux à Taposiris puis acheminés vers les villes intérieures de l'Égypte, bien que cette théorie soit controversée. Pendant cette période, le vin produit dans cette partie de l'Égypte était réputé.

## Le temple et le phare

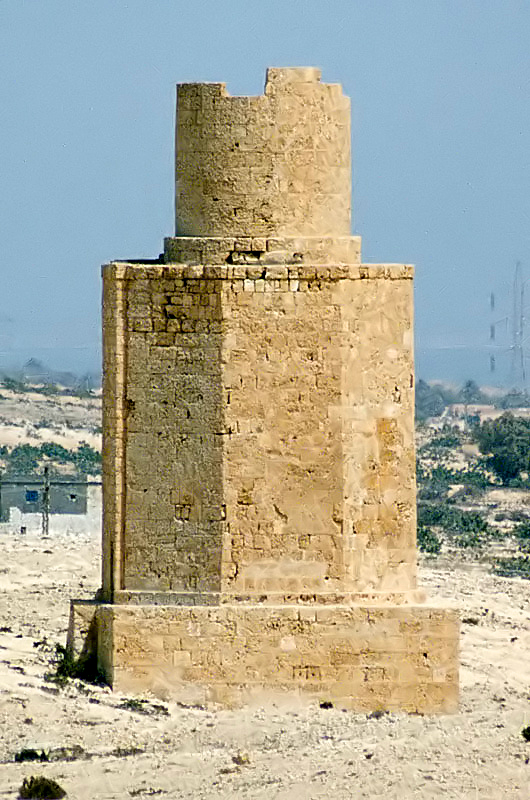
Vestiges du « phare ».

Au sommet de la crête de Taenia, sur un affleurement de calcaire qui sépare la mer du lac Maréotis, se dressent deux monuments partiellement restaurés dans les années 1930.
Le premier est une tour qui a été vue comme un modèle possible pour le phare d'Alexandrie, mais une étude plus aboutie a conclu que « la tour d'Abousir » n'était certainement pas un phare, ni même une tour de guet. Cet édifice a probablement été construit pendant le règne de Ptolémée, après celle de Pharos, et n'était vraisemblablement qu'un monument funéraire.
Le second constitue les ruines d'un temple d'Osiris, qui a pu être envisagé par l'équipe des fouilleurs du site comme le dernier lieu de repos de Cléopâtre VII, mais les découvertes de l'équipe de l'archéologue Kathleen Martínez depuis 2004 (masque à l'effigie d'Antoine, buste d'albâtre attribué à la reine...) peinent à convaincre,.

Temple d'Osiris
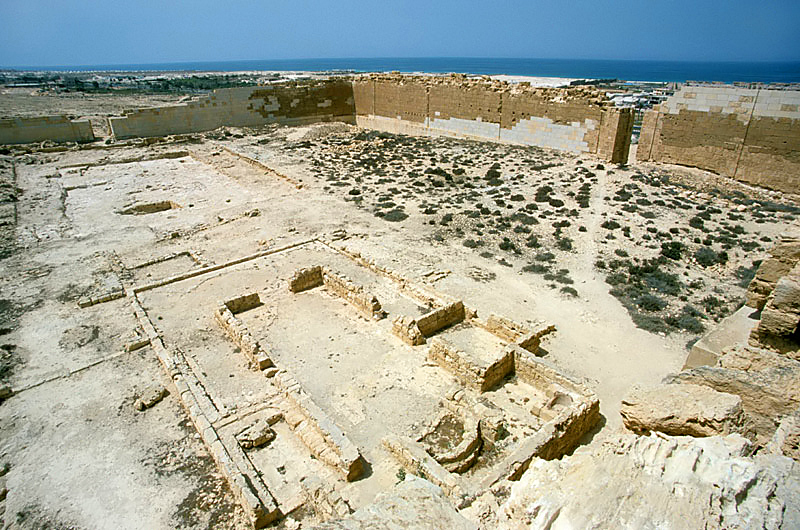
Vue aérienne de la cour du temple.
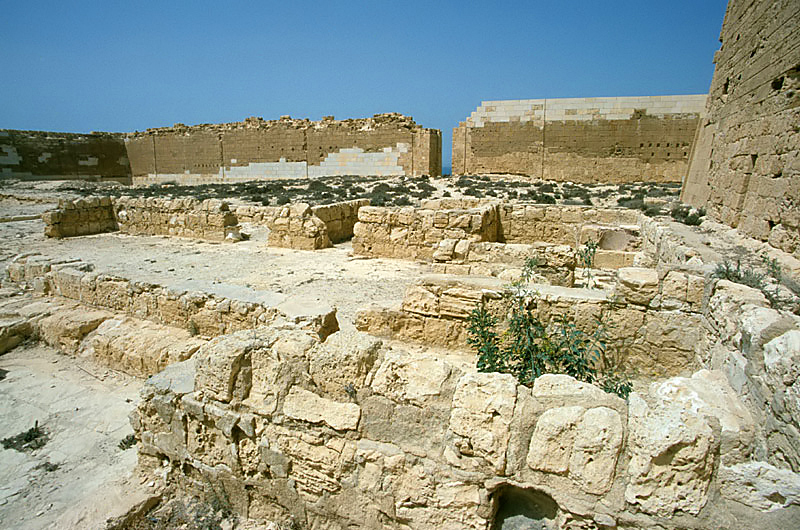
Abside de l'église, à l'intérieur du temple.
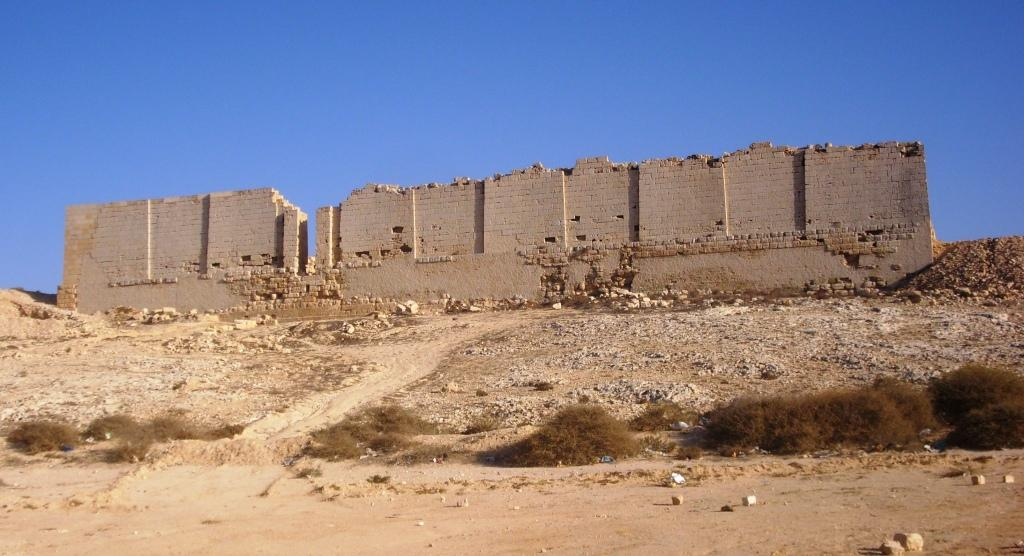
Façade nord du temple.
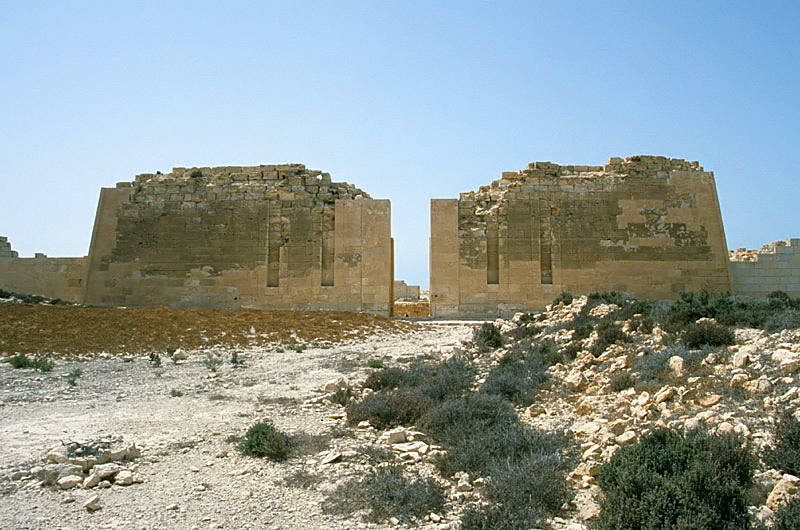
Pylône (entrée est) du temple.

## Autres structures de la région
Des bâtiments aussi bien privés que publics ont été retrouvés dans le voisinage, accompagnés de citernes et d'églises. La nécropole montre une grande variété de rites funéraires, tant en ce qui concerne la qualité des sarcophages ou des pyramides, que pour le style des colonnes ou des pilastres. Cette ancienne colonie fut occupée du IIe siècle av. J.-C. au VIIe siècle.

## Fouilles récentes

### Campagne 2002
Divers archéologues ont travaillé sur le site dès 1998,. Mais l'exploration approfondie n'a véritablement commencée qu'en 2002 par une expédition autofinancée par l'avocate dominicaine Kathleen Martínez. Elle a permis d'exhumer 27 tombes, dont vingt sont en forme de sarcophages voûtés, partiellement souterrains et partiellement aériens ; les sept autres sont des marches menant à de simples chambres funéraires. À l'intérieur de ces tombes, l'équipe a trouvé un total de dix momies, dont deux dorées. La découverte de ce cimetière indique qu'une personne importante, probablement de statut royal, pourrait être enterrée à l'intérieur du temple. Le style des tombes nouvellement découvertes indique qu'elles ont été construites pendant la période gréco-romaine. K. Martinez déclare que l'expédition a fouillé un temple à Taposiris Magna dédié à la déesse Isis, et a découvert des pièces de monnaie représentant le visage d'Alexandre le Grand. De profonds puits ont été découverts dans l’enceinte du temple, dont trois semblent avoir été utilisés pour des enterrements. Il est possible que ces puits aient été les tombes de personnes importantes, et les dirigeants de l'équipe ont émis l'hypothèse que Cléopâtre et Marc Antoine auraient pu être enterrés dans un des puits profond semblable à ceux déjà découverts à l'intérieur du temple.

### Campagnes 2009 et 2010
En 2009 une étude radar pénétrant le sol dans l'enceinte et autour du temple de Taposiris Magna, a été faite dans le but de tenter de retrouver le tombeau de Cléopâtre et Marc Antoine. C'est le Conseil suprême des Antiquités égyptiennes (Supreme Council of Antiquities, SCA) qui a autorisé cette technique de fouille sous la direction de Zahi Hawass, secrétaire général du SCA à l'époque et de Kathleen Martínez. L'étude met en évidence la présence d'une série de tunnels et huit chambres souterraines qui restent à explorer.
En 2010 la même équipe a découvert une statue géante sans tête en granit représentant un roi ptolémaïque, et la porte originelle d'un temple dédié au dieu Osiris. Selon Zahi Hawass, la sculpture monumentale, qui est une figure traditionnelle d'un pharaon égyptien antique portant un collier et un pagne, pourrait représenter Ptolémée IV, le pharaon qui a construit le temple de Taposiris Magna. L'équipe a également trouvé des blocs de fondation en pierre calcaire qui auraient été alignés à l'entrée du temple. Un de ces monolithes porte des traces indiquant que l'entrée était bordée d'une série de statues de sphinx similaires à celles de l'ère pharaonique. Derrière le temple, une nécropole a été découverte, contenant de nombreuses momies de style gréco-romain. Zahi Hawass déclara que les premières investigations montrent des momies enterrées le visage tourné vers le temple, ce qui rend plausible que le temple pourrait contenir les restes mortuaires d'une personnalité royale importante, peut-être Cléopâtre VII.
K. Martinez a déclaré que l'expédition a jusqu'à présent trouvé une belle sculpture de la tête de Cléopâtre, accompagné de 22 pièces portant son image. La statue et les pièces de monnaie la montrent comme une beauté, contredisant l'idée récemment suggérée par un conservateur de musée anglais affirmant que la reine était assez laide. Les trouvailles de Taposiris reflètent de la reine un charme qui aurait pu capturer les cœurs de Jules César et de Marc Antoine, et indiquent que Cléopâtre n'était en aucune façon peu attrayante. De plus, les traits de la tête sculptée ne montrent aucun signe d'ascendance africaine, contredisant une théorie avancée en 2009 par l'archéologue autrichien Hilke Thüre attribuant à Cléopâtre VII, surnommée « la Grecque », la même ascendance que sa sœur cadette Arsinoé IV au prétexte que cette dernière serait issue d'une mère africaine. L'équipe a également trouvé de nombreuses amulettes, ainsi qu'une belle statue sans tête datant de la période ptolémaïque. Parmi les trouvailles les plus intéressantes, un unique masque représentant un homme au menton fendu. Le visage a une certaine similitude avec les portraits connus de Marc Antoine en personne.

### Campagnes 2012 et 2013
En 2012, il fut constaté que les ruines avaient été abîmées lors de la seconde bataille d'El Alamein. L'équipe a notamment trouvé dans les tunnels du temple plusieurs bombes non explosées ainsi que des restes carbonisés de soldats italiens et néo-zélandais. En 2013 les fouilles durent être interrompues à la suite de la crise égyptienne, mais K. Martinez reçut l'autorisation exceptionnelle de poursuivre son travail sur le site.

### Campagne 2015
Dans un documentaire télévisé de 2015 intitulé Cleopatra's Lost Tomb (diffusé en Octobre 2015, sur channel 4 au Royaume-Uni), K. Martinez a déclaré qu'elle était sûre qu'elle et son équipe étaient près de trouver la tombe, vraisemblablement dans un endroit du site où deux tombes souterraines avaient précédemment été découvertes en profondeur. Elle espérait alors que le travail d'étude des éventuelles tombes pourrait commencer lors de l'ouverture officielle de la saison de fouilles 2016.

### Campagne 2020
Durant l'hiver, 16 tombeaux taillés dans la roche ont été mis-au-jour, dont plusieurs momies en mauvais état de conservation. Ces dernières avaient la particularité que leurs langues ont été remplacées par une amulette recouverte de feuilles d’or en forme de langue. Cette pratique était répandue à l’époque grecque et romaine pour s'assurer que le défunt puisse parler dans l'au-delà.
Parmi les momies découvertes, deux d'entre elles montrent des caractéristiques particulières. La première a conservé des bandelettes et des parties du cartonnage - couches de toile de lin encollées, stuquées et peintes qui enveloppent la momie et ornées de dorures à l'effigie d'Osiris. La seconde portant une couronne ornée de cornes et d'un cobra à l'endroit du front ainsi qu'un collier avec un pendentif en forme de tête de faucon, est à l'effigie du dieu Horus.
Outre les momies, cette campagne a également mis au jour un masque funéraire féminin, un diadème en or, et huit masques en marbre présentant des détails sculptés.